# Brussels Pride

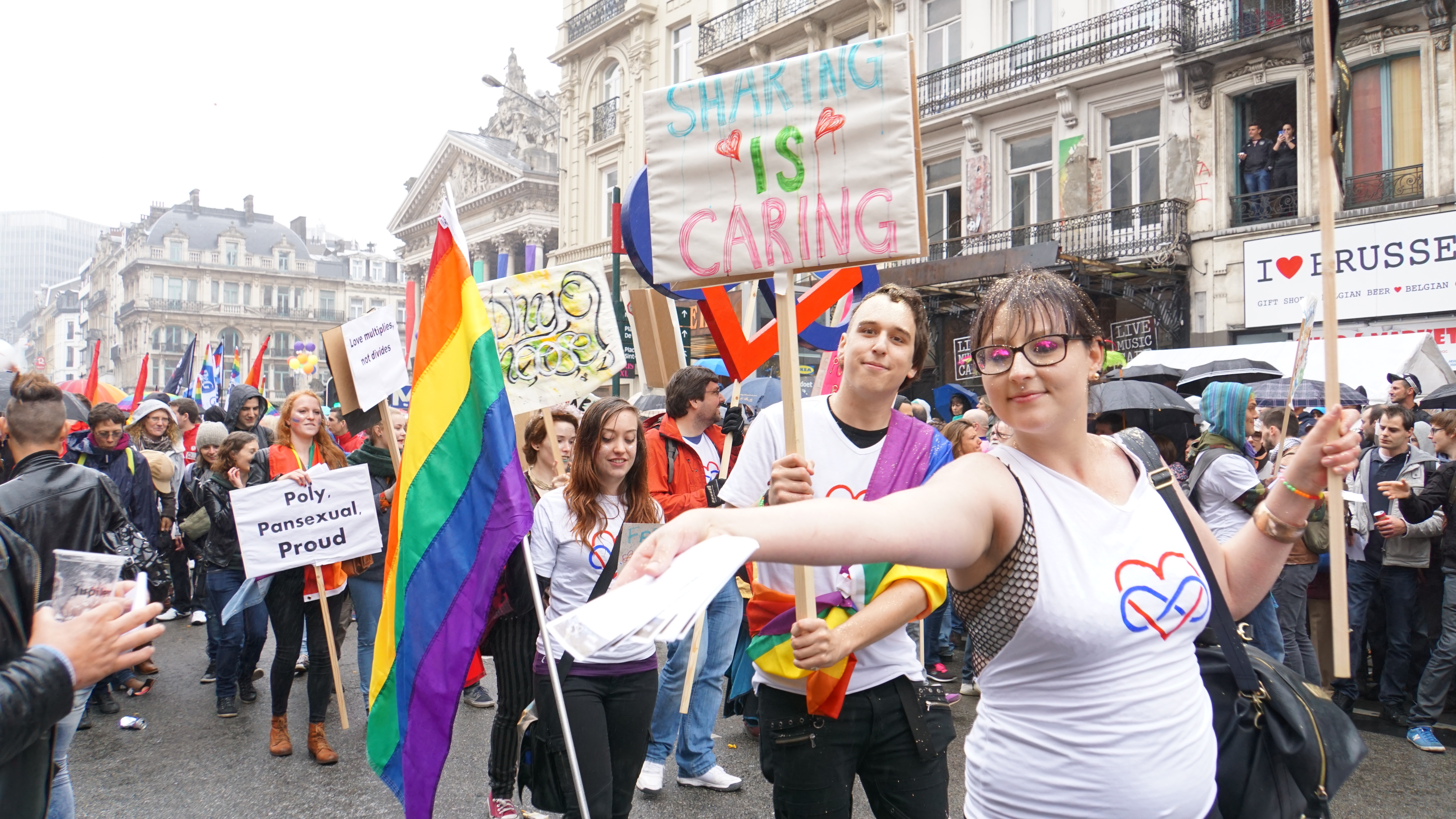
Deelnemers aan The Belgian Pride van 2015 in Brussel

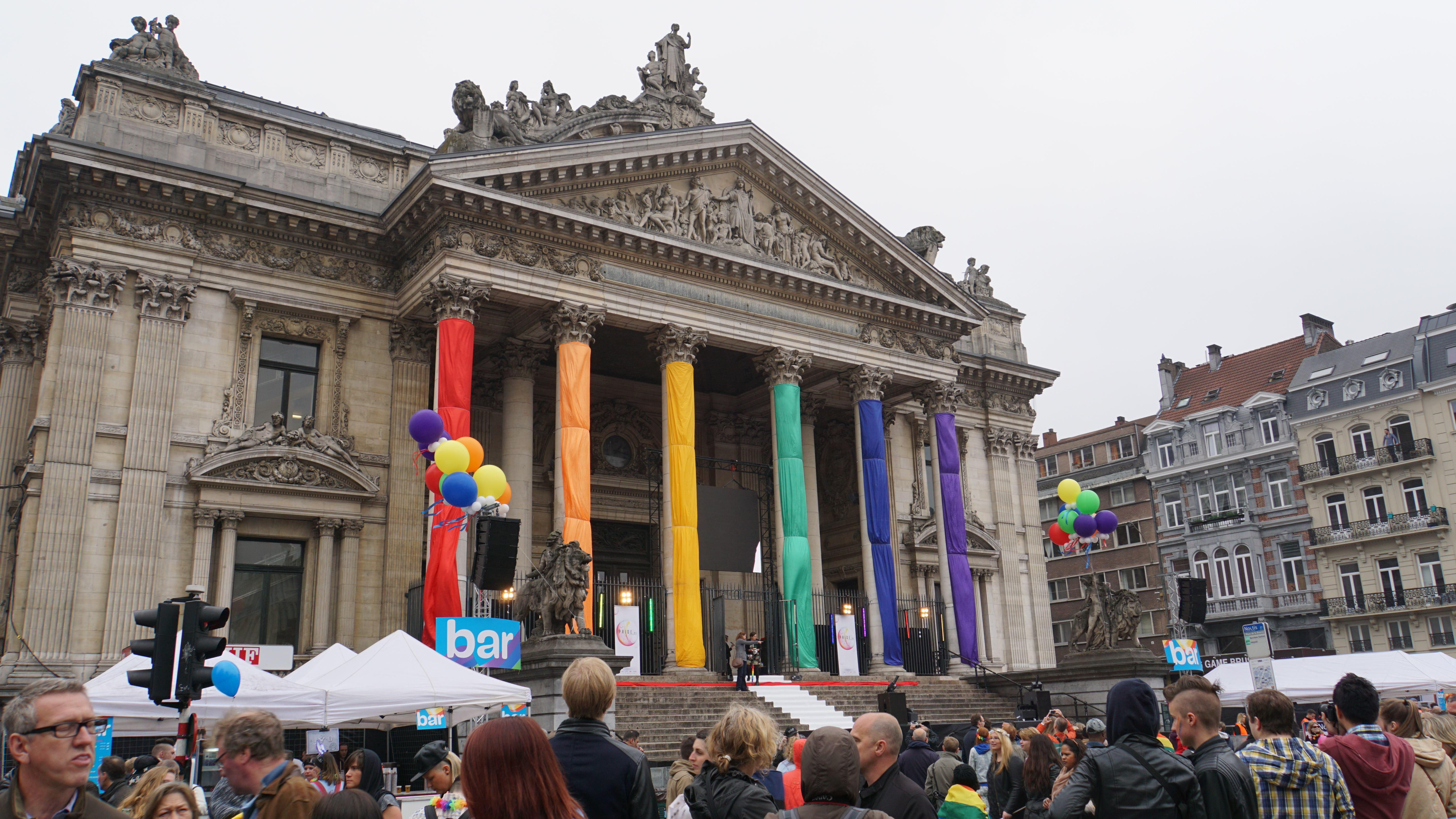
De Beurs van Brussel versierd ter gelegenheid van The Belgian Pride van 2015

De Brussels Pride, voorheen bekend als The Belgian Pride, is de Belgische versie van de Gay Pride Parade. Het is een coming-out-evenement voor holebi's met een feestelijk, politiek en cultureel karakter en vindt elk jaar plaats in Brussel op de eerste zaterdag na de 17e mei, de Internationale Dag tegen Homofobie en Transfobie. Oorspronkelijk heette dit evenement net als in Nederland Roze Zaterdag.
The Belgian Pride werd jaarlijks georganiseerd door een gelijknamige vzw, die bestond uit de drie Belgische holebi-trans koepels: de Vlaamse çavaria, RainbowHouse Brussels en Arc-en-Ciel Wallonie. De feitelijke organisatie van de Pride in Brussel is sinds de editie van 2023 in handen van Visit.Brussels, in samenwerking met RainbowHouse Brussels. Hierdoor wordt de Brusselse Pride sinds dan georganiseerd door een overheidsorganisatie in handen van het Brusselse gewest. The Belgian Pride vzw, die tot en met de editie van 2022 feitelijke organisator was, werd op 8 oktober 2024 failliet verklaard.
Ieder jaar komen tussen de 50.000 en 100.000 personen naar Brussel voor deze gelegenheid.

## Karakter
The Belgian Pride heeft een veel politieker karakter dan in Nederland, alleen al vanwege de Nederlandse/Franse/Duitse taalgemeenschappen c.q. gewesten. Een andere uiting van het politieke karakter zijn de 10 punten, ook wel bekend als het eisenplatform, waarvan een antidiscriminatiewet en het openstellen van het burgerlijk huwelijk en het adoptierecht voor homo's, lesbiennes en biseksuelen de belangrijkste waren.
Naast deze politieke en demonstratieve kant is er een feestluik, dat een straatfeest, een concert en een fuif omvat. Hoogtepunt van de festiviteiten is een optocht door de straten van Brussel, waaraan tal van, al dan niet holebi-gerelateerde organisaties, instellingen, horecagelegenheden en politieke partijen meedoen. Ook het publiek kan zich hierbij aansluiten en meelopen.
Net zoals in Nederland naast de demonstratieve Roze Zaterdag de vooral feestelijk bedoelde Pride Amsterdam is gekomen, zo kent België, naast de Belgian Pride, sinds 2008 ook de jaarlijks in Antwerpen gehouden Antwerp Pride.

## Geschiedenis
In België vond de eerste "homodag" plaats op 18 maart 1978 in het Gentse Floraliënpaleis. Deze was georganiseerd door de Rooie Vlinder, een links-feministische groep met een veel activistischer aanpak dan de meer gematigde Federatie Werkgroepen Homofilie (FWH).
Op 5 mei 1979 volgde in Antwerpen de tweede Homodag, met met 's avonds de "janettennacht" waarmee de Rooie Vlinder wilde laten zien dat homo-zijn iets is om trots op te zijn, en voor het eerst ook een optocht door de straten van de stad. Opmerkelijk is dat pas bij de derde editie op 28 juni 1980 in Brussel, waaraan ook de FWH en de Brusselse CCL meewerkten, de link gemaakt werd met de Stonewall-rellen uit 1969. De Belgische homo- en lesbiennebeweging werd in die tijd vooral beïnvloed door Nederland en Frankrijk. Hoewel het nieuws over de rellen België destijds amper bereikte, zou het vooral de mythe hierover zijn die later veel invloed zou krijgen op de beweging.
In 1981 was de manifestatie weer in Antwerpen, maar nadat in 1981 de Rooie Vlinder ophield te bestaan en ook de FWH in verdeeldheid wegzonk kon later in de jaren tachtig niet meer elk jaar een Roze Zaterdag georganiseerd worden. Omdat lesbische vrouwen de Roze Zaterdagen te veel door mannen gedomineerd vonden, organiseerden zij in 1983 voor het eerst een aparte eigen Lesbiennedag. Deze werd sinds 1986 in Gent gehouden en later omgedoopt tot L-day.
Geïnspireerd door de Nederlandse Roze Zaterdag verenigden de FWH en het Roze Aktiefront (RAF) zich in een comité en werd op 5 mei 1990 weer een Roze Zaterdag in Antwerpen georganiseerd, waarna het vervolgens elke twee jaar werd gehouden. Vanaf 1996 werd het evenement elk jaar in de maand mei in Brussel gehouden en waren bij de organisatie van deze nieuwe reeks waren aanvankelijk 77 organisaties betrokken. In 1996 kwamen er ca. 2500 bezoekers op af en kreeg het evenement de naam Belgian Lesbian and Gay Pride (BLGP).
Deze Engelse benaming was bedoeld om een algemenere noemer te hebben in verband met de drie verschillende taalgemeenschappen van België. De oude naam, Roze Zaterdag, werd echter ook nog door veel mensen gebruikt. Omdat er verschillende groepen met hun eigen, specifieke identiteit waren bijgekomen en de oude naam de lading niet meer dekte, kreeg het evenement in 2010 zijn huidige naam, The Belgian Pride. Naar het adres van de website werd voor de Pride Parade in Brussel en de activiteiten Pride.be gehanteerd als naam. Sinds 2017 wordt "Belgian Pride" gebruikt.
Na de bomaanslagen in Brussel op 22 maart 2016 was het onzeker of de Belgian Pride op 14 mei van dat jaar wel door zou gaan, maar het stadsbestuur wilde niet zwichten voor het terrorisme. Normaliter begon en eindigde de grote Pride Parade altijd op het Beursplein, maar omdat die nog gebruikt werd ter herdenking van de aanslagen, werden begin- en eindpunt verplaatst naar de Kunstberg.
Ter gelegenheid van de Internationale Dag tegen Homofobie en Transfobie op 17 mei en de Belgian Pride op 20 mei 2017 werden in Brussel zes regenboogzebrapaden aangelegd, reed een bus van de MIVB in regenboogkleuren, werden diverse homoverkeerslichten gecreëerd en verlichtten enkele grote ondernemingen alsmede het station Brussel-Centraal hun gevels in regenboogkleuren. Net als in 2016 was de Kunstberg weer het begin- en eindpunt van de parade, maar omdat deze door smalle straten trok, konden geen grote wagens meer meerijden. De politie schatte het aantal bezoekers op 55.000, de organisatie op 90.000.
De Belgian Pride kende een historisch hoogtepunt in 2018. Meer dan 70 activiteiten vonden plaats tijdens de pride periode (4 tot en met 20 mei). Meer dan 140.000 bezoekers namen deel aan activiteiten tijdens het Pride Weekend en de Pride Parade huisveste meer dan 70 delegaties en lokte 100.000 bezoekers. Met het maatschappelijk thema, #YourLocalPower, werd er opgeroepen ook op lokaal niveau in te zetten op inclusie en het welzijn van de LGBTI+ gemeenschap.
In maart 2020 werd bekendgemaakt dat bedrijven en politieke partijen die aan de Pride willen deelnemen gescreend zouden worden. Die screening zou betrekking hebben op genderinclusief beleid en de 'vijf breekpunten' van de Pride. Bedrijven of partijen die niet blijken te voldoen, zouden niet mogen deelnemen aan de Pride. Omdat de Pride Parade wegens de coronapandemie niet op de geplande datum van 23 mei kon plaatsvinden werd deze eerst verschoven naar 29 augustus om vervolgens geheel te worden afgelast.
In 2021 kon vanwege de coronapandemie kon een normale en grote optocht bestaande uit de Pride Parade en Pride Village niet doorgaan. Op 8, 15, 20 en 22 mei vonden er enkele online activiteiten plaats ter vervanging van de reguliere Pride. Tussen 18 en 26 september van dat jaar werd er een nieuw concept georganiseerd in Brussel. Het Q.Artz Festival was een nieuwe multidisciplinaire kunstenfestival dat LGBTQI+ kunstenaars in de spotlights zet en tegelijkertijd cultuur, diversiteit en lokale economieën ondersteunt.

### Overzicht van Roze Zaterdagen en Prides
- 1978: op 18 maart in Gent
- 1979: op 5 mei in Antwerpen met circa 200 deelnemers
- 1980: in Brussel
- 1981: in Antwerpen
- 1990: op 5 mei in Antwerpen
- 1992: in Gent
- 1994: op 7 mei in Antwerpen
- 1996: in Brussel
- 1997: in Brussel
- 1998: in Brussel
- 1999: in Brussel
- 2000: in Brussel
- 2001: in Brussel
- 2002: in Brussel
- 2003: in Brussel met circa 12.000 deelnemers
- 2004: op 22 mei in Brussel met 12.000 deelnemers: Vrijheid, gelijkheid, diversiteit
- 2005: op 7 mei in Brussel met 25.000 deelnemers: It's a family affair
- 2006: op 27 mei in Brussel met 15.000 deelnemers: DiverCity
- 2007: op 12 mei in Brussel met 17.000 deelnemers: Keep On Moving
- 2008: op 17 mei in Brussel met 20.000 deelnemers: Celebrate diversity
- 2009: op 16 mei in Brussel: Change Your Mind
- 2010: op 15 mei in Brussel: Pride 4 Every 1
- 2011: op 14 mei in Brussel: Pride 4 Every 1
- 2012: op 12 mei in Brussel met 25.000 deelnemers: Pride 4 Every 1
- 2013: op 18 mei in Brussel
- 2014: op 17 mei in Brussel
- 2015: op 16 mei in Brussel met 100.000 deelnemers
- 2016: op 14 mei in Brussel met 60.000 deelnemers: Love is too beautiful to be hidden
- 2017: op 20 mei in Brussel met 90.000 deelnemers: Crossing Borders
- 2018: op 19 mei in Brussel met 100.000 deelnemers: Your Local Power
- 2019: op 18 mei in Brussel met 100.000 deelnemers: All for One
- 2020: afgelast in Brussel wegens coronacrisis in België: We Care
- 2021: online op 8, 15, 20 en 22 mei: We Care
- 2022: op 21 mei in Brussel met 120.000 deelnemers: Open
- 2023: op 20 mei in Brussel met 150.000 deelnemers: Protect the Protest
- 2024: op 18 mei in Brussel met 60.000 deelnemers (200.000 volgens de organisatoren):[16] Safe Everyday Everywhere